# Química del clic

Tancament d'una sivella de clic.

La química del clic és una estratègia emprada en síntesi orgànica per obtenir molècules grans mitjançant l'acoblament de molècules més petites usant unes poques reaccions molt eficaces.
El nom prové del mecanisme que utilitzen les sivelles de clic, que són sivelles fetes habitualment de plàstic que consten de dues peces que queden tancades de forma ràpida i efectiva quan s'introdueix una dintre de l'altra i que es fa evident amb el so agut i de curta durada conegut com a clic.

## Història

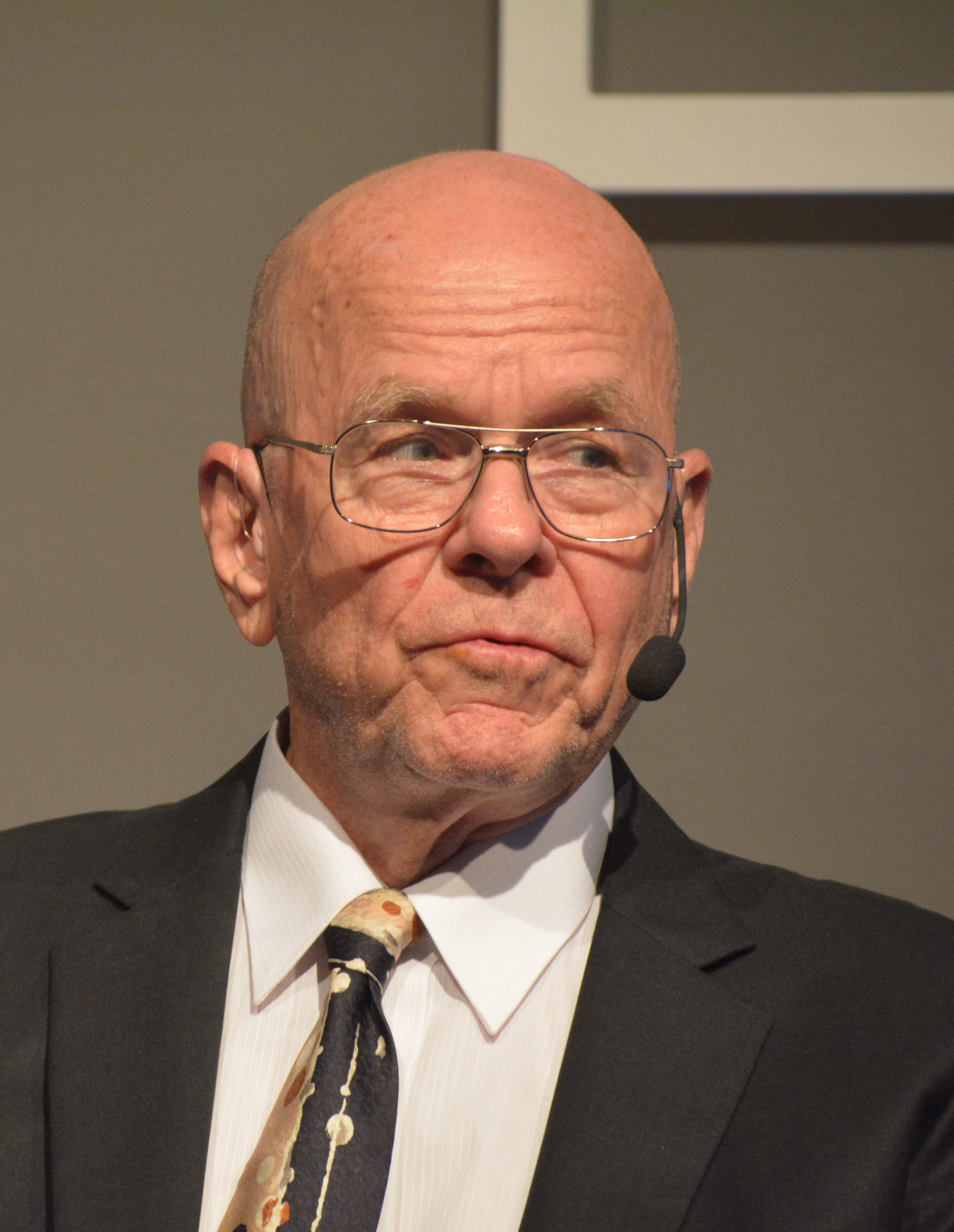
K. Barry Sharpless

La síntesi orgànica és un procés difícil i complex. No només hom ha de dominar com unir diferents parts dels compostos, formant els enllaços reals, sinó que també hom ha de ser capaç de controlar totes les complexitats d'enllaçar els àtoms de la manera correcta per formar els productes desitjats. Els químics orgànics, amb els anys, han ideat una gran quantitat de mètodes per construir de manera eficient molècules de diferents tipus i han elaborat principis sobre com controlar els resultats. Aquest desenvolupament ha permès sintetitzar estructures sorprenentment complexes, i actualment no hi ha cap estructura impossible de sintetitzar al laboratori.
No obstant això, per dur a terme aquestes síntesis cal seguir procediments molt estrictes i cal planificar-ho tot amb gran detall perquè cada pas del procés funcioni adequadament per arribar al producte final. A més, molts processos complexos exigeixen mètodes que són difícils i feixucs de realitzar i que requereixen condicions altament optimitzades per continuar. Els químics assoleixen aquestes capacitats durant anys de dur aprenentatge.
A la dècada de 1990, el químic estatunidenc Karl Barry Sharpless (1941), que rebria el Premi Nobel l'any 2001 per alguns dels seus treballs anteriors, observà que la síntesi eficient de possibles fàrmacs es beneficiaria molt d'un procés de preparació més "racionalitzat", on cada compost es podria fer mitjançant un conjunt limitat de reaccions altament robustes i eficients. En lloc de confiar en una gran quantitat de mètodes possibles, tots amb els seus abasts i limitacions específics, assenyalà que s'haurien de poder fer moltes estructures buscades amb reaccions més generals, robustes i d'alt rendiment. Això no només acceleraria el procés de fabricació, sinó que també augmentaria les quantitats de productes purs per a proves eficients. El 1999 Sharpless presentà aquestes reflexions en una conferència a la 217a reunió de la Societat Química Americana a Califòrnia i el 2001 ell i els seus col·laboradors Hartmuth C. Kolb i M.G. Finn, explicaren aquesta estratègia en un article i l'anomenaren Click chemistry.
Per aquesta contribució, Sharpless guanyà un segon Premi Nobel de Química, el de l'any 2022.

## Condicions
L'estratègia s'inspira en la manera que els organismes vius sintetitzen les biomolècules i pretén sintetitzar substàncies per unió de molècules més petites amb enllaços d'heteroàtoms (C-X-C).
Les reaccions de tipus clic adequades han de complir aquests criteris específics:
- Les reaccions han de ser modulars i d'ampli abast.
- Han de funcionar en condicions de reacció senzilles i donar rendiments molt elevats.
- S'han de fer sense dissolvent o bé amb un dissolvent benigne o fàcil d'eliminar, com ara l'aigua.
- Només haurien de generar subproductes inofensius que es puguin eliminar per mètodes no cromatogràfics.
- Han de ser estereoespecífics (però no necessàriament enantioselectius) i ser altament selectius per a un sol producte.
- Han de tenir una força motriu termodinàmica elevada, normalment superior a 20 kcal/mol i procedir ràpidament fins a la finalització.

Idealment, el procés hauria de ser insensible a l'oxigen i l'aigua. A més, els reactius han d'estar fàcilment disponibles i el producte ha de ser estable en condicions fisiològiques. Els composts resultants també haurien de ser fàcils d'aïllar per mètodes no cromatogràfics, com ara la cristal·lització o la destil·lació.
Les reaccions que compleixen molts d'aquests criteris són:
1. Reaccions de cicloaddició com les 1,3-dipolars, o les cicloaddicions [4+2] com les hetero Diels-Alder;
2. reaccions de substitució nucleòfíla/obertura d'anell, sobretot d'electròfils heterocíclics com ara epòxids, aziridines, sulfats, ions aziridini i ions episulfoni;
3. reaccions del grup carbonil de tipus no-aldòlica, com la formació d'èters d'oxima, hidrazones i composts heterocíclics aromàtics;
4. reaccions d'addició a enllaços múltiples C-C, en particular reaccions d'oxidació com ara l'epoxidació, dihidroxilació, aziridinació i addicions d'halurosnitrosil i sulfonil. Finalment, algunes reaccions tipus Michael també es poden considerar dins aquest grup.[4]

Dins del grup de reaccions que han estat identificades amb aquests requisits, la cicloaddició 1,3-dipolar d'azides i alquins de Huisgen, descoberta pel químic alemany Rolf Huisgen (1920–2020), i especialment la versió catalitzada per coure(I), s'ha establert com la més efectiva i versàtil. En els darrers anys, la seva ocupació s'ha estès exponencialment en nombroses aplicacions dins de diversos camps científics incloent-hi la síntesi orgànica, la biologia molecular i la fabricació de nous materials.